# بوبي هيرلي
بوبي هيرلي (بالإنجليزية: Bobby Hurley) مواليد 28 يونيو 1971 في جيرسي سيتي، هو لاعب كرة سلة أمريكي أصبح مدرباً بدأ مسيرته الاحترافية في سنة 1993. يبلغ طوله 6 قدم 0 بوصة (1.8 م). اعتزل اللعب في 1998.

## فرق لعب لها
- سكرامنتو كينغز

## روابط خارجية
- بوبي هيرلي على موقع إن بي أي (الإنجليزية)
- بوبي هيرلي على موقع سبورتس رفرنس (الإنجليزية)
- بوبي هيرلي على موقع كرة السلة الأوروبية.كوم (الإنجليزية)
- بوبي هيرلي على موقع كلية كرة السلة في سبورتس رفرنس.كوم (الإنجليزية)
- بوبي هيرلي على موقع ريلجم (الإنجليزية)
- بوبي هيرلي على موقع بروبوليرز (الإنجليزية)
- بوبي هيرلي على موقع كلية كرة السلة في سبورتس رفرنس.كوم (الإنجليزية)